# Оценки Шаудера
Оценки Шаудера (или эллиптические оценки) — оценки на норму Гёльдера решений  линейных равномерно эллиптических уравнений в частных производных.
Получены Юлиушем Шаудером.
Эти оценки используются в доказательстве методом непрерывности существования и регулярности решений задачи Дирихле для эллиптических уравнений в частных производных.

## Обозначения
Пусть {\displaystyle \Omega \subset \mathbb {R} ^{n}}
Суп-норма непрерывной функции {\displaystyle f\in C(\Omega )} определяется как
{\displaystyle |f|_{0;\Omega }=\sup _{x\in \Omega }|f(x)|}
Для функции, непрерывной по Гёльдеру с показателем {\displaystyle \alpha }, то есть {\displaystyle f\in C^{\alpha }(\Omega )} обычная полунорма Гёльдера определяется как
{\displaystyle [f]_{0,\alpha ;\Omega }=\sup _{x,y\in \Omega }{\frac {|f(x)-f(y)|}{|x-y|^{\alpha }}}.}
Сумма двух является полной нормой Гёльдера функции {\displaystyle f}
{\displaystyle |f|_{0,\alpha ;\Omega }=|f|_{0;\Omega }+[f]_{0,\alpha ;\Omega }=\sup _{x\in \Omega }|f(x)|+\sup _{x,y\in \Omega }{\frac {|f(x)-f(y)|}{|x-y|^{\alpha }}}.}
Для дифференцируемых функций u необходимо учитывать нормы высших порядков, включая производные.
Норма в пространстве функций с k непрерывными производными, {\displaystyle C^{k}(\Omega )} определяется как
{\displaystyle |u|_{k;\Omega }=\sum _{|\beta |\leq k}\sup _{x\in \Omega }|D^{\beta }u(x)|,}
где {\displaystyle \beta =(i_{1},\dots ,i_{n})} обозначает мультииндекс, а {\displaystyle |\beta |=i_{1}+\dots +i_{n}}.
Для функций с производными k-го порядка, непрерывных по Гёльдеру с показателем {\displaystyle \alpha }, соответствующая полунорма определяется как
{\displaystyle [u]_{k,\alpha ;\Omega }=\sup _{\stackrel {x,y\in \Omega }{|\beta |=k}}{\frac {|D^{\beta }u(x)-D^{\beta }u(y)|}{|x-y|^{\alpha }}}}
что дает полную норму
{\displaystyle |u|_{k,\alpha ;\Omega }=|u|_{k;\Omega }+[u]_{k,\alpha ;\Omega }=\sum _{|\beta |\leq k}\sup _{x\in \Omega }|D^{\beta }u(x)|+\sup _{\stackrel {x,y\in \Omega }{|\beta |=k}}{\frac {|D^{\beta }u(x)-D^{\beta }u(y)|}{|x-y|^{\alpha }}}.}
Для внутренних оценок нормы берутся с весами по расстоянию до границы.
{\displaystyle d_{x}=d(x,\partial \Omega )}
в той же степени, что и производная, а полунормы берутся с весом
{\displaystyle d_{x,y}=\min(d_{x},d_{y})}
возведённым в соответствующую степень.
Результирующая взвешенная внутренняя норма функции определяется выражением
{\displaystyle |u|_{k,\alpha ;\Omega }^{*}=|u|_{k;\Omega }^{*}+[u]_{k,\alpha ;\Omega }^{*}=\sum _{|\beta |\leq k}\sup _{x\in \Omega }|d_{x}^{|\beta |}D^{\beta }u(x)|+\sup _{\stackrel {x,y\in \Omega }{|\beta |=k}}d_{x,y}^{k+\alpha }{\frac {|D^{\beta }u(x)-D^{\beta }u(y)|}{|x-y|^{\alpha }}}.}
Ещё требуется норма с добавочной степенью при весах:
{\displaystyle |u|_{k,\alpha ;\Omega }^{(m)}=|u|_{k;\Omega }^{(m)}+[u]_{k,\alpha ;\Omega }^{(m)}=\sum _{|\beta |\leq k}\sup _{x\in \Omega }|d_{x}^{|\beta |+m}D^{\beta }u(x)|+\sup _{\stackrel {x,y\in \Omega }{|\beta |=k}}d_{x,y}^{m+k+\alpha }{\frac {|D^{\beta }u(x)-D^{\beta }u(y)|}{|x-y|^{\alpha }}}.}

## Формулировка

### Внутренняя оценка
Рассмотрим ограниченное решение {\displaystyle u\in C^{2,\alpha }(\Omega )} в области {\displaystyle \Omega } к эллиптическому уравнению в частных производных второго порядка
{\displaystyle \sum _{i,j}a_{i,j}(x)D_{i}D_{j}u(x)+\sum _{i}b_{i}(x)D_{i}u(x)+c(x)u(x)=f(x)}
где исходный член удовлетворяет {\displaystyle f\in C^{\alpha }(\Omega )}.
Предположим, что уравнение строго эллиптично, то есть существует постоянная {\displaystyle \lambda >0} такая что
{\displaystyle \sum a_{i,j}(x)\xi _{i}\xi _{j}\geq \lambda |\xi |^{2}} для всех {\displaystyle x\in \Omega ,\xi \in \mathbb {R} ^{n},}
а все соответствующие коэффициенты норм ограничены другой константой {\displaystyle \Lambda }
{\displaystyle |a_{i,j}|_{0,\alpha ;\Omega },|b_{i}|_{0,\alpha ;\Omega }^{(1)},|c|_{0,\alpha ;\Omega }^{(2)}\leq \Lambda .}
Тогда взвешенную {\displaystyle C^{2,\alpha }}-норму u можно оценить через суп-норму u и норму Гёльдера f:
{\displaystyle |u|_{2,\alpha ;\Omega }^{*}\leq C(n,\alpha ,\lambda ,\Lambda )(|u|_{0,\Omega }+|f|_{0,\alpha ;\Omega }^{(2)}).}

### Граничные оценки
Пусть {\displaystyle \Omega } есть {\displaystyle C^{2,\alpha }}-гладкая область (то есть около любой точки на границе области граничная поверхность может быть реализована после соответствующего поворота координат как график {\displaystyle C^{2,\alpha }} функции), с граничными данными Дирихле, совпадающими с функцией {\displaystyle \phi (x)} что также по крайней мере {\displaystyle C^{2,\alpha }}. Затем с учетом тех же условий на коэффициенты, что и в случае внутренней оценки, невзвешенная норма Гёльдера для u управляется невзвешенными нормами исходного члена, граничных данных и супремум-нормы u:
{\displaystyle |u|_{2,\alpha ;\Omega }\leq C(n,\alpha ,\lambda ,\Lambda ,\Omega )(|u|_{0,\Omega }+|f|_{0,\alpha ;\Omega }+|\phi |_{2,\alpha ;\partial \Omega }).}
При этом, если решение u удовлетворяет принципу максимума, то первый член в правой части можно опустить.